# Kortstjärtad solfågel
Kortstjärtad solfågel (Anthreptes seimundi) är en fågel i familjen solfåglar inom ordningen tättingar.

## Utseende och läte
Kortstjärtad solfågel är en liten och färglös sångarlik solfågel. Näbben är något nedåtböjd och delvis skär. Noterbart är även ljus ögonring. Arten liknar enfärgad solfågel, men näbben är inte lika böjd medan ringen runt ögat är tydligare. Den skiljer sig även från andra solfågelshonor genom det skära på näbben och grön snarare än svartaktig stjärt. Vanligaste lätet är ett enkel och ljust "tseeet".

## Utbredning och systematik
Kortstjärtad solfågel delas in i tre underarter med följande utbredning:
- A. s. kruensis – Guinea och Sierra Leone till Ghana och Togo
- A. s. seimundi – Bioko i Guineabukten
- A. s. minor – södra Nigeria och södra Kamerun österut till Centralafrikanska republiken, södra Sydsudan, Uganda och Rwanda söderut till  norra Angola och Demokratiska republiken Kongo

## Levnadssätt
Kortstjärtad solfågel hittas i fuktiga skogar i lågland och lägre bergstrakter. Där ses den i trädtaket eller på medelhög nivå i par eller smågrupper.

## Status
Arten har ett stort utbredningsområde och beståndet anses stabilt. Internationella naturvårdsunionen IUCN listar den därför som livskraftig (LC).

## Namn
Fågelns vetenskapliga artnamn hedrar Eibert Carl Henry Seimund (1878?-1942), brittisk taxidermist och samlare av specimen verksam i Sydafrika 1899-1903 samt på Bioko 1904.